# Simone Thomalla
Simone Thomalla (Lipsia, 11 aprile 1965) è un'attrice tedesca, attiva prevalentemente in campo televisivo e teatrale.

## Biografia
È figlia dello scenografo Alfred Thomalla e della modella Erika Thomalia. È cresciuta a Potsdam e ha studiato all'Accademia di arte drammatica "Ernst Busch" di Berlino. 
Nel corso della sua carriera, ha partecipato ad una settantina di differenti produzioni televisive, a partire dalla metà degli anni ottanta. Tra i suoi ruoli più noti, figurano, tra l’altro, quello di Hanna Gernrich nella serie televisiva Ein Bayer auf Rügen (1993), quello di Regine Holle nella serie televisiva Buongiorno professore! (1993-1995), quello di Dorothee Wilke Merthin nella serie televisiva Markus Merthin, medico delle donne (1994-1997),  quello di Mona Morena nella serie televisiva Mona M. - Mit den Waffen einer Frau (1996), quello di Eva Saafeld nella serie televisiva Tatort (1998-...), ecc. Ha partecipato inoltre a vari film TV, tra cui La dolce Rita (2005) e All'improvviso... Gina (2007).

## Vita privata
È stata a lungo legata sentimentalmente a Rudi Assauer, ex-manager della squadra di calcio dello Schalke 04. È la madre dell'attrice Sophia Thomalla.

## Filmografia

### Cinema
- In einem Atem (1988)
- Zwei schräge Vögel (1989)
- Cosima's Lexikon (1992)
- Bis aufs Blut - Brüder auf Bewährung (2010)

### Televisione
- Abgefunden – film TV (1984)
- Viola – film TV (1986)
- Sidonies Bilder – film TV (1987)

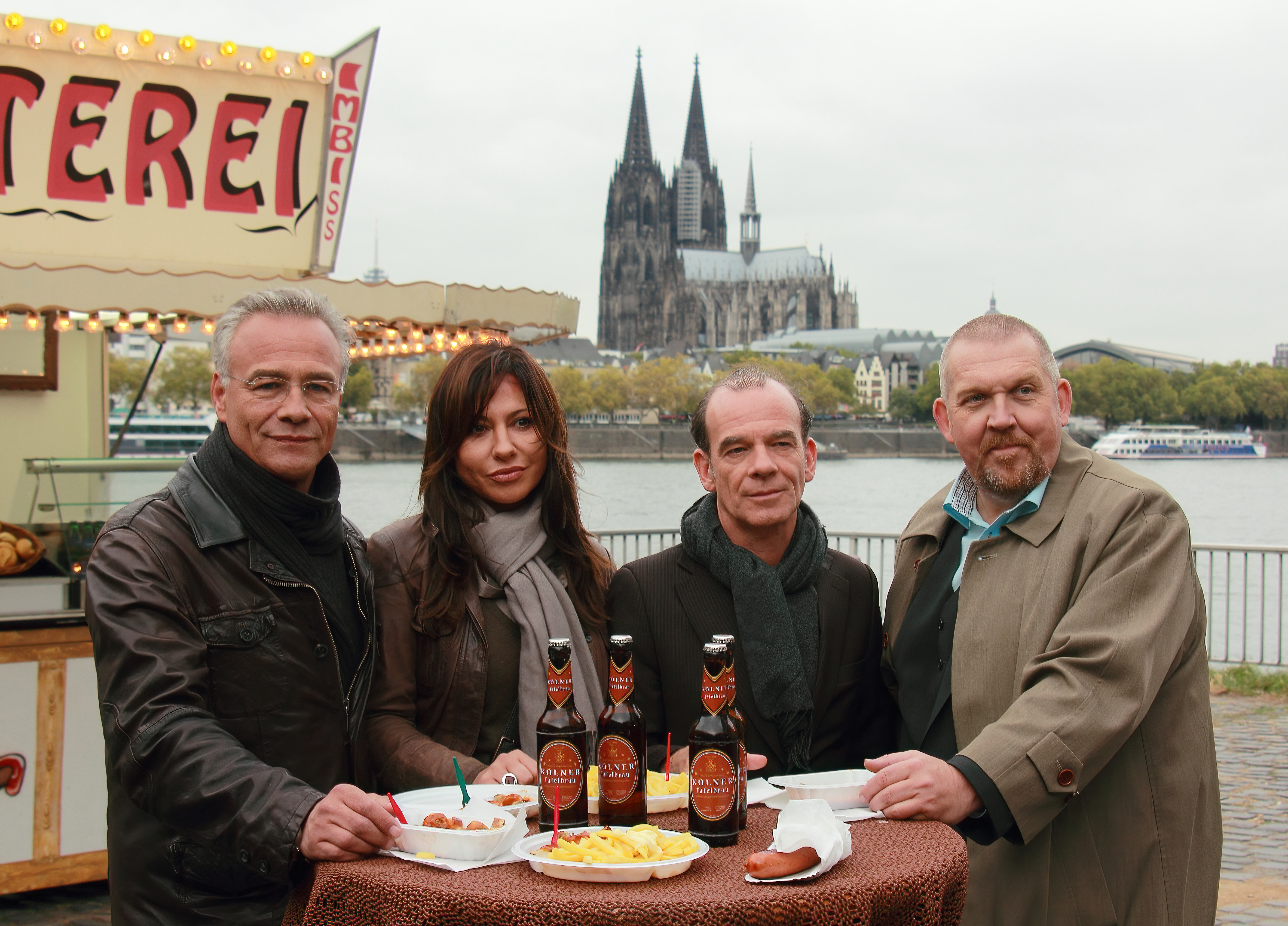
Simone Thomalla e il resto del cast principale della serie televisiva Tatort (da sinistra a destra: Klaus J. Behrendt, Martin Wuttke e Dietmar Bär)

- Polizeiruf 110 – serie TV, 1 episodio (1988)
- Die gestundete Zeit – film TV (1989)
- Immensee – film TV (1989) – zingara
- Agentur Herz – serie TV, 9 episodi (1991-1992)
- Ein Bayer auf Rügen – serie TV (1993)
- Durchreise - miniserie TV, 6 episodi (1993)
- Liebe am Abgrund – film TV (1993)
- Buongiorno professore – serie TV, 10 episodi (1993-1995)
- Matchball – serie TV, 1 episodio (1994)
- Cornelius hilft – serie TV, 1 episodio (1994)
- Das Phantom - Die Jagd nach Dagobert – film TV (1994)
- Markus Merthin, medico delle donne – serie TV, 24 episodi (1994-1997)
- Mona M. - Mit den Waffen einer Frau – serie TV, 14 episodi (1996)
- Die Geliebte – serie TV (1996)
- Un caso per due – serie TV, 1 episodio (1997-2001)
- Ärzte – serie TV (1997-1999)
- Les pédiatres - miniserie TV (1998)
- Tatort – serie TV (1998-in corso)
- Der letzte Zeuge – serie TV, 2 episodi (2000)
- Anna H. - Geliebte, Ehefrau und Hure – film TV (2000)
- Siska – serie TV, 1 episodio (2000)
- Il commissario Köster (Der Alte) – serie TV, 1 episodio (2000-2006)
- Am Anfang war die Eifersucht – film TV (2001)
- Der Bestseller - Millionencoup auf Gran Canaria – film TV (2001)
- Ein Vater zum Verlieben – film TV (2001)
- Mama macht's möglich – film TV (2002)
- Der Pfundskerl – serie TV, 1 episodio (2003)
- Nicht ohne meinen Anwalt – serie TV, 2 episodi (2003)
- Der kleine Mönch – serie TV, 1 episodio (2003)
- Ein Fall für den Fuchs – serie TV (2004-2007)
- Der Ferienarzt – serie TV, 1 episodio (2005)
- Brücke zum Herzen – film TV (2005)
- Squadra Speciale Colonia – serie TV, 1 episodio (2005)
- La dolce Rita – film TV (2005) – Rita Schumacher
- Siska – serie TV, 1 episodio (2005) -  Ingeborg Breul
- Donna Leon – serie TV, 1 episodio (2005)
- Der Bulle von Tölz – serie TV, 1 episodio (2005)
- Squadra Speciale Cobra 11 – serie TV, 1 episodio (2006)
- Entführ' Mich, Liebling! – film TV (2006)
- All'improvviso... Gina – film TV (2007)
- Ein Teufel für Familie Engel – film TV (2007)
- Liebe macht sexy – film TV (2009)
- Die Rosenheim-Cops – serie TV, 2 episodi (2010)
- Bei manchen Männern hilft nur Voodoo – film TV (2010)
- Familie Fröhlich - Schlimmer geht immer – film TV (2010)
- Aschenputtel – film TV (2010)
- Frühling – serie TV, 43+ episodi (2011-in corso)
- Die Erfinderbraut – film TV (2013)
- Nach all den Jahren – film TV (2014)
- Sprung ins Leben – film TV (2014)

## Teatro (lista parziale)
- Rosa Laub – musical (1987)

## Premi & riconoscimenti
- 2006: Goldene Kamera in coabitazione con Rudi Assauer per l'apparizione in uno spot per Veltins[6]